# Superfly
Superfly é um grupo de rock japonês composto atualmente apenas pela vocalista Shiho Ochi. Inicialmente, era um dueto formado por Shiho e pelo guitarrista Koichi Tabo.

## Biografia
Shiho Ochi conheceu Kōichi Tabo em 2003, quando eles eram estudantes da Universidade de Matsuyama. Eles eram membros do círculo de música da Universidade de Matsuyama. Em 2004, o grupo formado Blues Band "Super Fly".

## Membros

### Membros Principais
- Shiho Ochi (越智 志帆, Ochi Shiho) - Vocalista/Letrista e Compositor

### Outros Membros
- Kōichi Tabo (多保 孝一, Tabo Kōichi) - Guitarrista/Compositor

## Discografia

### Álbuns
1. Superfly (14 de maio de 2008)
2. Box Emotions (2 de setembro de 2009)
3. Mind Travel (15 de junho de 2011)

### Singles
1. Hello Hello (4 de abril de 2007)
2. Manifesto (1 de agosto de 2007)
3. i spy i spy (28 de novembro de 2007) (Superfly X JET)
4. Ai wo Komete Hanataba wo (27 de fevereiro de 2008)
5. Hi-Five (23 de abril de 2008)
6. How Do I Survive? (10 de setembro de 2008)
7. My Best Of My Life (13 de maio de 2009)
8. Koisuru Hitomi wa Utsukushii / Yasashii Kimochide (29 de julho de 2009)
9. Dancing On The Fire (18 de novembro de 2009)
10. Wildflower & Cover Songs: Complete Best "TRACK 3" (1 de setembro de 2010)
11. Eyes On Me (15 de dezembro de 2010)
12. Beep!! /Sunshine Sunshine (9 de março de 2011)
13. Ah (29 de junho de 2011)
14. Ai wo Kurae (12 de outubro de 2011)